# The Singing Detective
The Singing Detective ist eine US-amerikanische Mystery-Filmkomödie aus dem Jahr 2003. Regie führte Keith Gordon, das Drehbuch schrieb Dennis Potter.

## Handlung
Der erfolglose Schriftsteller Dan Dark leidet unter einer schmerzhaften Hautkrankheit. Er wird in ein Krankenhaus eingeliefert, wo er an einem Krimiroman arbeitet. Unter Schmerzeinfluss identifiziert er sich mit dem Protagonisten, einem in den 1950er Jahren tätigen Ermittler, der im Auftrag von Mark Binney einen Mordfall untersucht.
Dark wird von dem Psychiater Dr. Gibbon behandelt; seine Ex-Ehefrau Nicola besucht ihn im Krankenhaus. In einer der Fantasiewelten beauftragt Binney Ganoven mit dem Stehlen der Geheimnisse der Atomtechnologie. In einer anderen Fantasiewelt erlebt Dan erneut seine Kindheit. Seine Mutter Betty wird von einem wie Binney aussehenden Geschäftspartner seines Vaters belästigt. Betty und Dan fliehen deswegen aus der Stadt.

## Hintergrund
Der Film basiert auf der sechsteiligen BBC-Fernsehserie Der singende Detektiv (Originaltitel: The Singing Detective) aus dem Jahr 1986 mit Michael Gambon in der Hauptrolle.
Gedreht wurde in Los Angeles. Die Produktionskosten betrugen schätzungsweise 8 Millionen US-Dollar. Weltpremiere war am 17. Januar 2003 auf dem Sundance Film Festival, dem im Mai 2003 die Internationalen Filmfestspiele von Cannes und im September 2003 das Toronto International Film Festival folgten. Am 24. Oktober 2003 kam der Film in ausgewählte Kinos der USA, in denen er circa 336.000 US-Dollar einspielte.

## Kritiken
Ryan Cracknell schrieb im Apollo Movie Guide, der Film sei „etwas seltsam“ und gleichzeitig „köstlich“. Er drifte „ungehindert und spielerisch“ zwischen der realen Welt und den Fantasiewelten. Die Besetzung sei stark, jedoch Robert Downey Jr. überrage sämtliche Kollegen; er gebe seiner Figur mehrere Konturen und Formen.
Das Lexikon des internationalen Films schrieb, der Film basiere auf einer „herausragenden englischen Fernsehserie“ aus den 1980er Jahren. Er sei eine „Mischung aus Film noir, Musical und romantischer Komödie“, „wobei die ambitionierte Verschränkung der Erzählebenen nur im Ansatz“ überzeuge.
Bei Rotten Tomatoes wurden 108 Rezensionen ausgewertet, von denen 61 % negativ ausfielen, wobei die Seite resümiert, der Hauptdarsteller Robert Downey Jr. sei zwar überragend, könne den verwirrenden Film aber nicht retten.
Auch Prisma.de hielt die Leinwandversion der „skurrilen Mischung aus Musical, Drama, Komödie und Krimi“ für „leider nur teilweise überzeugend“: „Trotz der guten Besetzung fielen zu viele wichtige Szenen zwecks Spielfilmlänge – die TV-Version ist 415 Minuten lang – der Schere bzw. der Drehbuchkürzung zum Opfer, so dass jemand, der die Vorlage nicht kennt, überhaupt nicht weiß, was hier eigentlich gespielt wird.“

## Auszeichnungen
Robert Downey Jr. gewann im Jahr 2003 einen Preis des Sitges Festival Internacional de Cinema de Catalunya, Keith Gordon wurde für einen weiteren Preis dieses Filmfestivals nominiert. Downey wurde im Jahr 2004 für den Golden Satellite Award nominiert. Der Film wurde 2004 für das Make-up für den Phoenix Film Critics Society Award nominiert.